# Damián Pizarro
Damián Nicolás Pizarro Huenuqueo (Santiago del Cile, 28 marzo 2005) è un calciatore cileno, attaccante dell'Udinese e della nazionale cilena.

## Caratteristiche tecniche
È un centravanti ben strutturato fisicamente, ma dotato di buona rapidità; molto abile nel gioco aereo, è in grado di partecipare alla manovra sia difendendo la palla, sia aprendo spazi per i compagni di squadra. È soprannominato la Máquina per la freddezza sotto porta.

## Carriera

### Club
Colo Colo
Pizarro ha iniziato la sua carriera nelle giovanili dell'Universidad de Chile. Nel 2020, dopo aver segnato due gol contro una formazione giovanile del Colo-Colo in un incontro amichevole, è stato invitato dall'allenatore Ariel Paolorossi a sostenere un provino con il club, che lo ha successivamente ingaggiato.
Il 28 ottobre 2021, ha esordito fra i professionisti nell'incontro di campionato con l'Audax Italiano, perso per 2-0; era stato convocato per l'occasione insieme a diversi altri membri del settore giovanile del Colo Colo, a causa di un focolaio di COVID-19 che aveva costretto sessantadue membri del club alla quarantena.
Nella stagione 2023, Pizarro è stato promosso in pianta stabile in prima squadra; il 18 marzo seguente, ha realizzato la sua prima rete fra i professionisti nella sconfitta per 3-1 contro il Cobresal. Il 5 aprile, invece, ha esordito in Coppa Libertadores, partendo da titolare nell'incontro della fase a gironi in casa del Deportivo Pereira, pareggiato 1-1. Lungo l'annata, ha collezionato 38 presenze fra tutte le competizioni, mettendo a referto sette gol e sette assist.
Udinese
Nel gennaio del 2024, il Colo Colo e l'Udinese, in Serie A, hanno trovato un accordo per il trasferimento a titolo definitivo di Pizarro, per circa 6,5 milioni di euro, a partire dal luglio seguente; l'ingaggio è stato ufficializzato il 2 luglio dello stesso anno, e il giocatore ha firmato un contratto quinquennale con il club friulano.

### Nazionale
Ha giocato nella nazionale cilena Under-23.
Il 16 novembre 2023, a 18 anni e 233 giorni, Pizarro ha esordito con la nazionale maggiore cilena nell'incontro di qualificazione ai Mondiali del 2026 con il Paraguay, conclusosi con un pareggio a reti inviolate; contestualmente, è diventato il secondo calciatore più giovane ad avere esordito con la selezione cilena, dopo Patricio Yáñez (che esordì all'età di 18 anni e 200 giorni).

## Statistiche

### Presenze e reti nei club
Statistiche aggiornate al 23 aprile 2025.
| Stagione         | Squadra          | Campionato       | Campionato | Campionato | Coppe nazionali | Coppe nazionali | Coppe nazionali | Coppe continentali | Coppe continentali | Coppe continentali | Altre coppe | Altre coppe | Altre coppe | Totale | Totale | Totale |
| Stagione         | Squadra          | Comp             | Pres       | Reti       | Comp            | Pres            | Reti            | Comp               | Pres               | Reti               | Comp        | Pres        | Reti        | Pres   | Reti   |        |
| ---------------- | ---------------- | ---------------- | ---------- | ---------- | --------------- | --------------- | --------------- | ------------------ | ------------------ | ------------------ | ----------- | ----------- | ----------- | ------ | ------ | ------ |
| 2021             | Colo-Colo        | PD               | 1          | 0          | CC              | 0               | 0               | -                  | -                  | -                  | -           | -           | -           | 1      | 0      |        |
| 2022             | Colo-Colo        | PD               | 0          | 0          | CC              | 0               | 0               | CL+CS              | 0                  | 0                  | SC          | 0           | 0           | 0      | 0      |        |
| 2023             | Colo-Colo        | PD               | 22         | 6          | CC              | 7               | 1               | CL+CS              | 6+2                | 0+0                | SC          | 0           | 0           | 37     | 7      |        |
| 2024             | Colo-Colo        | PD               | 13         | 5          | CC              | 0               | 0               | CL                 | 7                  | 0                  | SC          | 0           | 0           | 20     | 5      |        |
| Totale Colo Colo | Totale Colo Colo | Totale Colo Colo | 36         | 11         |                 | 7               | 1               |                    | 15                 | 0                  |             | 0           | 0           | 58     | 12     |        |
| 2024-2025        | Udinese          | A                | 2          | 0          | CI              | 1               | 0               | -                  | -                  | -                  | -           | -           | -           | 3      | 0      |        |
| Totale carriera  | Totale carriera  | Totale carriera  | 38         | 11         |                 | 8               | 1               |                    | 15                 | 0                  |             | 0           | 0           | 61     | 12     |        |

### Cronologia presenze e reti in nazionale
| Cronologia completa delle presenze e delle reti in nazionale ― Cile | Cronologia completa delle presenze e delle reti in nazionale ― Cile | Cronologia completa delle presenze e delle reti in nazionale ― Cile | Cronologia completa delle presenze e delle reti in nazionale ― Cile | Cronologia completa delle presenze e delle reti in nazionale ― Cile | Cronologia completa delle presenze e delle reti in nazionale ― Cile | Cronologia completa delle presenze e delle reti in nazionale ― Cile | Cronologia completa delle presenze e delle reti in nazionale ― Cile |
| Data                                                                | Città                                                               | In casa                                                             | Risultato                                                           | Ospiti                                                              | Competizione                                                        | Reti                                                                | Note                                                                |
| ------------------------------------------------------------------- | ------------------------------------------------------------------- | ------------------------------------------------------------------- | ------------------------------------------------------------------- | ------------------------------------------------------------------- | ------------------------------------------------------------------- | ------------------------------------------------------------------- | ------------------------------------------------------------------- |
| 16-11-2023                                                          | Santiago del Cile                                                   | Cile                                                                | 0 – 0                                                               | Paraguay                                                            | Qual. Mondiali 2026                                                 | -                                                                   | 45+1’                                                               |
| Totale                                                              |                                                                     | Presenze                                                            | 1                                                                   |                                                                     | Reti                                                                | 0                                                                   |                                                                     |

## Palmarès

### Club

#### Competizioni nazionali
- Primera División cilena: 1

Colo Colo: 2022
- Copa Chile: 1

Colo-Colo: 2021, 2023
- Supercoppa del Cile: 1

Colo Colo: 2022